# Тэкко
Тэкко (яп. 鉄甲) — японский кастет-секира с клинком в форме полумесяца.

Тэкко имеет форму стремени или же латинской буквы «D»

Используется в Классических боевых искусствах. По одной из версий, был разработан на острове Окинава, Япония. Традиционно изготовляется из дерева или металла.

Согласно мнению историков боевых искусств, «Тэкко» появился, когда воины на Окинаве использовали стремена своих лошадей как замену оружия для защиты себя от внезапного нападения. Позже «Тэкко» был модифицирован и превратился в простое и эффективное оружие,
которое стало популярным оружием самозащиты в древней Окинаве, поскольку оно небольшого размера, его легко скрыть, и оно может наносить серьёзные травмы.
— McCarthy, 1998; Nakamoto, 1983 (англ.)